# Carte géologique
Pour les articles homonymes, voir Carte.

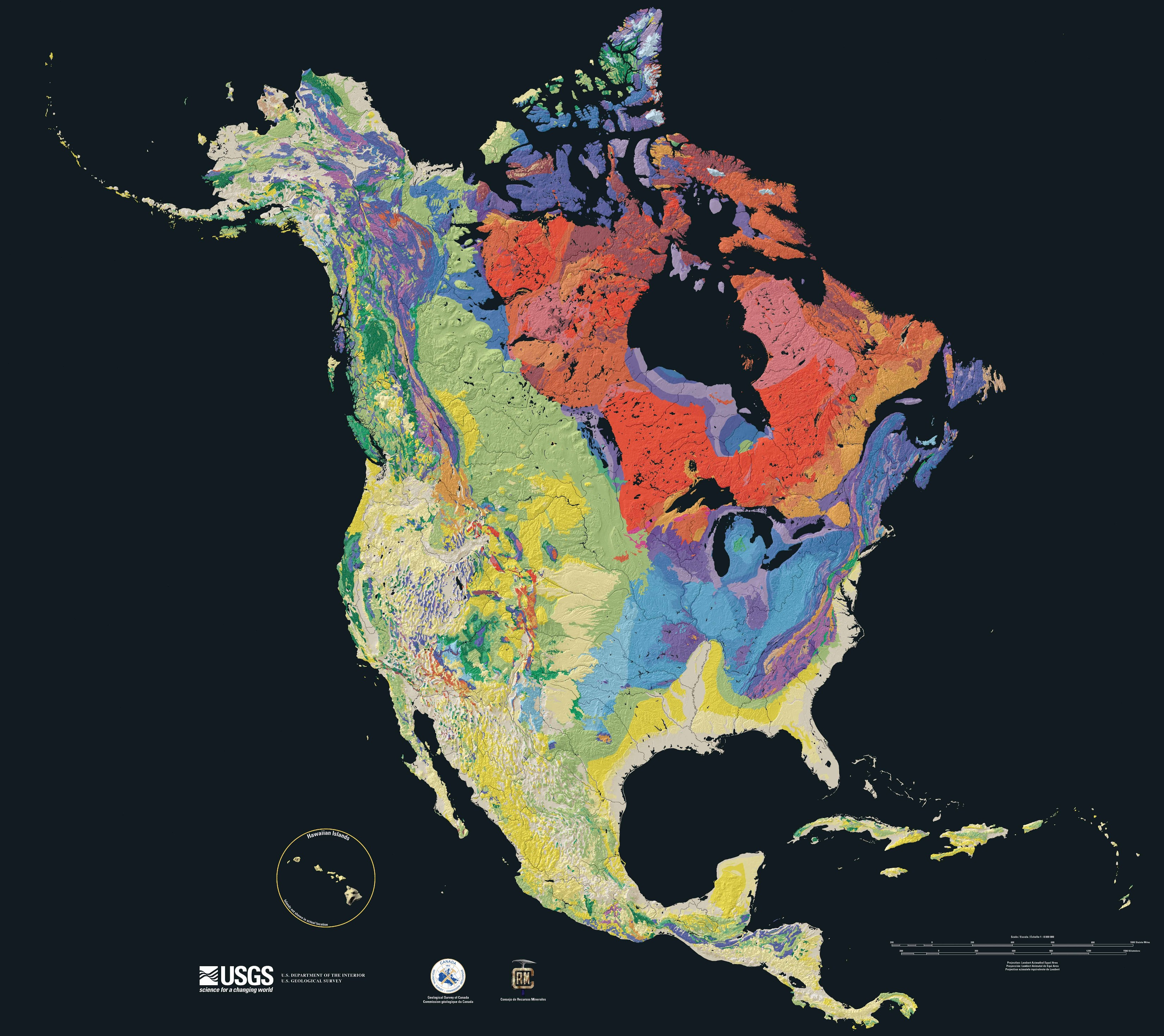
Carte géologique de l'Amérique du Nord.

Une carte géologique est une représentation cartographique détaillée des caractéristiques géologiques d'une région donnée. Elle fournit des informations sur la nature et la distribution des roches, des structures géologiques présentes dans la région. Elle n'est pas une représentation de ces éléments géologiques présents à l'affleurement du sous-sol, mais un document de synthèse hautement interprétatif, un modèle construit à partir de levers de terrain peu denses et de l'extrapolation dans tous les secteurs où ce sous-sol n'affleure pas directement car caché par un sol. Son objectif est de présenter la répartition spatiale des faciès lithologiques, leur succession, ainsi que les diverses structures d'ordre tectonique. Ces cartes font le plus souvent abstraction des formations superficielles récentes, pour se concentrer sur le substrat rocheux sous-jacent ; cependant, la plupart des cartes géologiques récentes d'échelle locale incorporent ces données, en vue de leur application dans certains domaines, comme la géotechnique.
Un schéma structural est une représentation graphique des principales structures visibles sur une carte géologique.

## Histoire

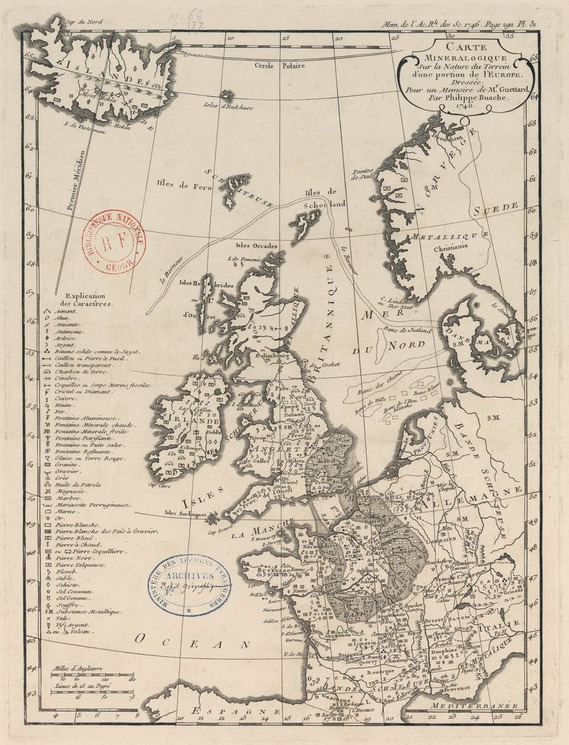
Carte minéralogique sur la nature du terrain d'une portion de l'Europe (1746), Guettard et Buache.

Depuis le dernier quart du XVIIe siècle, l'idée de cartes géologiques est dans l'air du temps — et les anglais se placent aux premières loges : entre 1660 et 1710, la science de la terre dans ce pays produit « un remarquable mouvement d'étude des faits, de théorisation et d'échanges d'informations ». La  Royal Society, créée précisément en 1660, publie des questionnaires enquêtant sur les minéralogies locales du pays et encourage dès ses débuts la participation des amateurs extérieurs ; une vaste source de contributions que l'académie royale des sciences française, créée quant à elle en 1666, ignore encore longtemps. Grâce à cette formidable accumulation de données, les anglais abordent rapidement les notions de strates et de formations géologiques et c'est un anglais qui publie le premier exposé connu sur le sujet de carte géologique : Martin Lister, cherchant à comprendre la formation de la Terre, lit en 1683 à la Royal Society un mémoire (publié en 1684) intitulé An ingenious proposal for a new sort of maps of countreys [« Une proposition ingénieuse pour une nouvelle sorte de cartes des pays »]. Sa publication dans les Philosophical Transactions of the Royal Society garantit une large diffusion, y compris en France. Son influence réelle est incertaine.
Puis vient John Aubrey, qui publie en 1691 un livre peu diffusé : The natural history of Wiltshire, dans lequel il écrit : « I have often wished for a mappe of England, coloured according to the colours of the earth, with markes for the fossiles and minerals » [« J'ai souvent souhaité une carte d'Angleterre, colorée selon les couleurs de la terre, avec des marques pour les fossiles et les minéraux »]. 

Mais cette démarche, très baconienne dans son origine, se heurte à la vision imposée par l'Église chrétienne d'un monde créé en seulement quelques milliers d'années et surtout exempt d'évolution biologique ; la question devient critique avec l'étude des faunes fossiles, marqueurs des différentes strates, mais impossibles à placer dans une vision globale sans que les autorités chrétiennes s'en offusquent puisque leurs formes ne correspondent à aucune espèce vivante et que, selon l'Église, ils ne peuvent donc pas avoir une origine organique,.
En France, un précurseur est à signaler : l'abbé Louis Coulon, qui dans ses rivières de France de 1644 mentionne une distinction entre régions cristallines et régions sédimentaires — mais ne parle pas de carte. Ensuite, la première mention écrite est par le secrétaire perpétuel de l'Académie des sciences Bernard de Fontenelle qui, en 1720 (paru en 1722), conclut son résumé d'un mémoire de Réaumur sur les faluns de Touraine, avec ces mots : « Pour parler sûrement sur cette matière, il faudroit avoir des espèces de Cartes Géographiques dressées selon toutes les Minières de Coquillages enfouis en terre… » puis il souligne la difficulté pour élaborer une telle carte : « Quelle quantité d'observations ne faudroit-il pas, et quel temps pour les avoir ! ».
Ces « quantités d'observations », le très éclectique — et très bien introduit à la cour — Réaumur s'emploie à les rassembler (s'inspirant peut-être de la généralisation des enquêtes à but scientifique en Angleterre). Usant de la protection du Régent Philippe d'Orléans (1674-1723), il réunit un grand nombre d'informations et d'échantillons « de terres, de pierres, d'insectes, de coquilles, etc. » pour en garnir son cabinet d'histoire naturelle : « Chaque semaine, je lui donnais [au régent] des mémoires, où je faisais des questions, tant générales que particulières, par rapport à ce qui se pouvait trouver dans chaque province du royaume. Il envoyait ces mémoires aux intendants qui, pour faire leur cour à un prince si éclairé et si ami des connaissances, mettaient en œuvre dans leurs départements publics, les maires et autres officiers subalternes […] J'ai eu pour faire des collections de tout ce que la France possède dans le règne minéral, des facilités qu'aucun naturaliste n'a jamais eues ». Colbert, principal ministre d'État de 1661 à 1683, a rendues courantes les enquêtes par l'administration du royaume avec des questionnaires adressés aux intendants ; la nouveauté introduite par Réaumur est de faire bénéficier l'histoire naturelle des ressources de ce procédé.
Jean-Étienne Guettard, élève et assistant de Réaumur, poursuit cette méthode de systématisation de la collecte d'informations. Il publie la toute première carte « minéralogique » en 1746 dans Mémoire et carte minéralogique sur la nature & la situation des terreins qui traversent la France et l'Angleterre.
Le terme géologie apparaît en anglais en 1735 et en français en 1751 ; il devient courant avant la fin du XVIIIe siècle.

## La légende d'une carte géologique
La carte géologique est un outil de connaissance géologique fondé sur la représentation des formations affleurantes. On y retrouve les trois principaux types de formations :
- les formations magmatiques (roche magmatique) ;
- les formations sédimentaires (roche sédimentaire) ;
- les formations métamorphiques (roche métamorphique) ;

ainsi que les informations géologiques relevées par le cartographe (failles, pendages, mines...). Afin de s'y retrouver, la légende (de) de la carte géologique est découpée en plusieurs parties. Chaque type de formation est représentée par une gamme de couleurs et un type de code. Par contre, une même formation présente sur plusieurs cartes peut avoir des nuances de couleurs et/ou des figurés différents en fonction de l'auteur de la carte et de ses besoins. De même, les codes des formations peuvent varier d'une carte à l'autre, mais doivent toujours respecter des critères globaux.
Le programme d'harmonisation des cartes géologiques de France au 1/50 000 tend à gommer les différences de notations et de couleurs d'une carte à l'autre pour une même formation. Cette harmonisation est en cours à l'échelle des départements et doit, à terme, présenter une cohérence à l'échelle nationale.

### Les formations sédimentaires
Les formations sédimentaires sont classées suivant leur âge de façon anti-chronologique d'après les principes de la stratigraphie. Les formations les plus récentes (remblais, formations superficielles alluviales...) se trouvent ainsi au tout début de la légende. Ces formations sont regroupées suivant une ère ou un système de l'échelle des temps géologiques.
Leur empilement en couches successives est parfois représenté en bordure de légende par un log géologique qui comprend les informations les plus représentatives de la couche (épaisseur, fossiles, formes stratigraphiques particulières).
Le code des couleurs pour les formations sédimentaires reprend globalement celle de l'échelle des temps géologiques. Il s'agit du code des couleurs adopté par la Commission de la carte géologique du monde. Le code de la formation est généralement composé d'une première lettre qui indique l'époque (pour les formations tertiaires et quaternaire) ou le système (pour les formations antérieures) suivie de chiffres et de lettres précisant la place stratigraphique de la formation.

### Les formations volcaniques
Les formations volcaniques (roche volcanique) sont issues des coulées de laves ou des projections pyroclastites. Quand cela a été possible, les différentes coulées sont représentées par des nuances de couleurs.
Les roches volcaniques sont représentées par des couleurs froides (tons de bleu) et des codes écrits avec des lettres grecques.

### Les formations plutoniques
Les formations plutoniques (roche plutonique) sont des roches intrusives qui provoquent souvent un métamorphisme de contact en se plaçant.
Elles sont souvent représentées par des couleurs chaudes (rouge) et ont aussi des codes composés de lettres de l'alphabet grec.

### Les formations métamorphiques
Les formations métamorphiques (roche métamorphique) sont l'ensemble des roches qui ont subi un métamorphisme. Elles peuvent être regroupées dans la légende en partie, ou bien dispersées en fonction de la roche d'origine (sédimentaire ou magmatique).
Lorsqu'elles sont regroupées dans la légende, elles présentent souvent une couleur particulière avec un code en lettres grecques.
Mais lorsqu'elles sont mélangées aux autres types de roches, on les retrouve souvent sous forme d'une surcharge (figuré qui couvre tout ou partie de la formation originelle sur la carte) et leur code n'est qu'une légère variation de celui de sa formation.

### Cartes géologiques disponibles en ligne
- portail OneGeology
- Carte géologique du monde interactive du USGS
- Site InfoTerre du BRGM
- Site Géologie Wallonie : Site de la Cellule Sous-sol/Géologie (Nouvelle carte géologique et Thématiques Sous-sol de Wallonie) - Service public de Wallonie
- Carte géologique de Wallonie 1/25 000 : Application WebGIS de consultation en ligne de la Nouvelle carte géologique de Wallonie - Service public de Wallonie
- Carte géologique de l'Europe
- Italie 1/1 250 000
- Italie 1/50 000
- Les cartes géologiques du Maroc
- Russie